# Edmund Rice (Politiker)

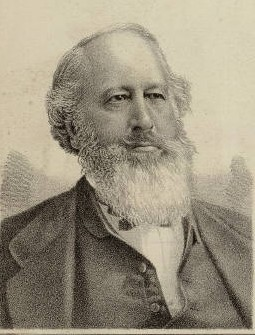
Edmund Rice

Edmund Rice (* 14. Februar 1819 in Waitsfield, Washington County, Vermont; † 11. Juli 1889 in White Bear Lake, Minnesota) war ein US-amerikanischer Politiker. Zwischen 1887 und 1889 vertrat er den Bundesstaat Minnesota im US-Repräsentantenhaus.

## Werdegang
Edmund Rice war der jüngere Bruder von Henry Mower Rice (1816–1894), der zwischen 1853 und 1863 das Minnesota-Territorium und später den Staat Minnesota in beiden Kammern des Kongresses vertrat. Der jüngere Rice besuchte die öffentlichen Schulen seiner Heimat und zog im November 1838 nach Kalamazoo in Michigan. Nach einem anschließenden Jurastudium und seiner im Jahr 1842 erfolgten Zulassung als Rechtsanwalt begann in seiner neuen Heimatstadt in diesem Beruf zu arbeiten. Dort war er auch beim Kanzleigericht angestellt. Im Jahr 1847 nahm er als Oberleutnant einer Einheit aus Michigan am Mexikanisch-Amerikanischen Krieg teil.
Im Jahr 1849 zog Rice nach Saint Paul im Minnesota-Territorium. Dort wurde er Angestellter am Obersten Gerichtshof des Territoriums. Er schloss sich der Demokratischen Partei an und wurde im Jahr 1851 in das territoriale Repräsentantenhaus gewählt. Bis 1856 praktizierte er noch als Anwalt. Dann wurde Landrat (County Commissioner) im Ramsey County. Zwischen 1857 und 1863 fungierte Rice als Präsident der Eisenbahngesellschaft Minnesota & Pacific Railroad. Bis 1877 war er auch noch Präsident zweier anderer Eisenbahngesellschaften.
In den Jahren 1864 bis 1866 sowie nochmals von 1874 bis 1876 saß Rice im Senat von Minnesota. Zwischen 1867 und 1878 war er mehrfach Abgeordneter im Repräsentantenhaus dieses Staates. Außerdem amtierte er von 1881 bis 1883 sowie zwischen 1885 und 1887 als Bürgermeister von Saint Paul. 1886 wurde er im vierten Wahlbezirk von Minnesota in das US-Repräsentantenhaus in Washington, D.C. gewählt, wo er am 4. März 1887 die Nachfolge von John Gilfillan antrat. Da er bei den folgenden Wahlen des Jahres 1888 dem Republikaner Samuel Snider unterlag, konnte er bis zum 3. März 1889 nur eine Legislaturperiode im Kongress absolvieren.
Nach dem Ende seiner Zeit im US-Repräsentantenhaus zog sich Edmund Rice aus der Öffentlichkeit zurück. Er starb noch im selben Jahr, am 11. Juli 1889, und wurde in Saint Paul beigesetzt.